# División de Fútbol Profesional
División Profesional del Fútbol Boliviano (ze względów sponsorskich Liga Tecno) – najwyższa klasa rozgrywkowa piłki nożnej mężczyzn w Boliwii. Występuje w niej szesnaście profesjonalnych klubów, z których najlepszy zostaje mistrzem Boliwii.
Rozgrywki są toczone systemem ligowym. Roczny sezon jest podzielony na wiosenną fazę Apertura i jesienną fazę Clausura. Na koniec roku zwycięzcy Apertury i Clausury spotykają się na koniec roku w meczu finałowym ligi, którego zwycięzca zdobywa tytuł mistrzowski. Awanse i spadki zespołów odbywają się podobnie jak w europejskich ligach co rok. Najlepsze boliwijskie kluby kwalifikują się do rozgrywek Copa Libertadores i Copa Sudamericana.

## Aktualny skład
|  |  | Klub                    | Miasto     | Założenie | Stadion                   | Pojemność     |
|  |  | ----------------------- | ---------- | --------- | ------------------------- | ------------- |
|  |  | Always Ready            | El Alto    | 1933      | Municipal de El Alto      | 25 000 miejsc |
|  |  | Aurora                  | Cochabamba | 1935      | Félix Capriles            | 38 530 miejsc |
|  |  | Blooming                | Santa Cruz | 1946      | Ramón „Tahuichi” Aguilera | 38 000 miejsc |
|  |  | Bolívar                 | La Paz     | 1925      | Hernando Siles            | 45 000 miejsc |
|  |  | Guabirá                 | Montero    | 1962      | Gilberto Parada           | 18 000 miejsc |
|  |  | Gualberto Villarroel    | Oruro      | 1968      | Jesús Bermúdez            | 33 000 miejsc |
|  |  | Independiente Petrolero | Sucre      | 1932      | Olímpico Patria           | 32 000 miejsc |
|  |  | Jorge Wilstermann       | Cochabamba | 1949      | Félix Capriles            | 38 530 miejsc |
|  |  | Nacional Potosí         | Potosí     | 1942      | Víctor Agustín Ugarte     | 35 000 miejsc |
|  |  | Oriente Petrolero       | Santa Cruz | 1955      | Ramón „Tahuichi” Aguilera | 38 000 miejsc |
|  |  | Real Santa Cruz         | Santa Cruz | 1962      | Real Santa Cruz           | 14 000 miejsc |
|  |  | Real Tomayapo           | Tarija     | 1999      | IV Centenario             | 15 000 miejsc |
|  |  | Royal Pari              | Santa Cruz | 2013      | Ramón „Tahuichi” Aguilera | 38 000 miejsc |
|  |  | San Antonio Bulo Bulo   | Entre Ríos | 1962      | Carlos Villegas           | 17 000 miejsc |
|  |  | The Strongest           | La Paz     | 1908      | Hernando Siles            | 45 000 miejsc |
|  |  | Universitario Vinto     | Vinto      | 2005      | Municipal de Quillacollo  | 2 000 miejsc  |

## Historia
Rozpoczęły się w roku 1977 zastępując dotychczasową półzawodową ligę Campeonato de la Federación Boliviana de Fútbol rozgrywaną w latach 1960–1977. Wcześniej mistrza Boliwii wyłaniała liga amatorska La Paz z dołączeniem klubów z Oruro i Cochabamba.
Format rozgrywek nie zawsze był jednakowy. Na początku, w 1977 roku, liga składała się z 16 klubów podzielonych na dwie grupy. Rozgrywano dwa etapy – przy czym w drugim etapie grało 10 klubów podzielonych na dwie grupy po 5 klubów. W 1991 roku liga zmniejszona została do 12 klubów.
Kolejna zmiana nastąpiła w 2005 roku, gdy postanowiono zastosować się do międzynarodowego kalendarza FIFA i przejść z dotychczasowego systemu rocznego wiosna-jesień (grany od lutego do grudnia) na rozgrywany na przełomie lat system jesień-wiosna. Od lutego do czerwca 2005 rozegrano skrócone mistrzostwa, po czym w sierpniu rozpoczął się oficjalny sezon 2005/2006. Powstał jednak kolejny problem – kluby drugoligowe nie były skłonne czekać z awansem do pierwszej ligi aż do czerwca 2006 roku. Negocjacje doprowadziły do kompromisu, według którego wymiana drużyn między pierwszą a drugą ligą nastąpi po zakończeniu turnieju Apertura nowego sezonu pierwszej ligi (czyli w środku sezonu). W listopadzie 2006 roku decyzja ta została cofnięta, a liga powróciła do poprzedniego, całorocznego systemu. Dlatego turniej Apertura rozpoczął się w marcu 2007 roku.
Mistrzostwa Boliwii całkowicie zdominowane są przez kluby z trzech miast – La Paz, Cochabamba i Santa Cruz. Jedynie w 1995 i 2007 roku mistrzostwo Boliwii zdobył klub San José z Oruro, w 2007 klub Real Potosí z Potosí, w 2008 i 2014 roku Universitario z Sucre i w 2015 roku Sport Boys z Warnes. Trzy kluby szczycą się tym, że nigdy nie spadły do drugiej ligi (La Simón Bolivar). Są to: The Strongest, Oriente Petrolero oraz Bolívar (ten klub spadł do drugiej ligi w 1969 roku w czasach ligi półzawodowej).
| Liga amatorska La Paz - 1914 The Strongest - 1915 Colegio Militar - 1916 The Strongest - 1917 The Strongest - 1918-21 nie rozgrywano - 1922 The Strongest - 1923 The Strongest - 1924 The Strongest - 1925 The Strongest - 1926 nie rozegrane - 1927 Nimbles Sport | - 1928 Colegio Militar - 1929 Universitario(La Paz) - 1930 The Strongest - 1931 Nimbles Sport - 1932 Bolívar - 1933 nie rozegrane - 1934 nie rozegrane - 1935 The Strongest - 1936 Ayacucho - 1937 Bolívar - 1938 The Strongest | - 1939 Bolívar - 1940 Bolívar - 1941 Bolívar - 1942 Bolívar - 1943 The Strongest - 1944 Ferroviario - 1945 The Strongest - 1946 The Strongest - 1947 CD Lítoral - 1948 CD Lítoral - 1949 CD Lítoral | Liga półzawodowa La Paz - 1950 Bolívar - 1951 Always Ready - 1952 The Strongest - 1953 Bolívar |

## Triumfatorzy
| 1958                | Jorge Wilstermann (1)                                                 | brak                                                                  | Deportivo Municipal                                                   | Freddy Valda            | Chaco Petrolero         | 26                    | Julio Souza            | Jorge Wilstermann       |                       |
| 1959                | Jorge Wilstermann (2)                                                 | brak                                                                  | Always Ready                                                          | Renán López             | Jorge Wilstermann       | 25                    | Saúl Ongaro            | Jorge Wilstermann       |                       |
| 1960                | Jorge Wilstermann (3)                                                 | 3–1                                                                   | Aurora                                                                | brak danych             | brak danych             | brak danych           | Saúl Ongaro (2)        | Jorge Wilstermann       |                       |
| 1961                | Deportivo Municipal (1)                                               | brak                                                                  | Aurora                                                                | brak danych             | brak danych             | brak danych           | Félix Deheza           | Deportivo Municipal     |                       |
| 1962                | nie rozgrywano (1962)                                                 | nie rozgrywano (1962)                                                 | nie rozgrywano (1962)                                                 | nie rozgrywano (1962)   | nie rozgrywano (1962)   | nie rozgrywano (1962) | nie rozgrywano (1962)  | nie rozgrywano (1962)   | nie rozgrywano (1962) |
| 1963                | Aurora (1)                                                            | brak                                                                  | Jorge Wilstermann                                                     | brak danych             | brak danych             | brak danych           | Renato Panay           | Aurora                  |                       |
| 1964                | The Strongest (1)                                                     | brak                                                                  | Aurora                                                                | brak danych             | brak danych             | brak danych           | Juan Valenzuela        | The Strongest           |                       |
| 1965                | Deportivo Municipal (2)                                               | brak                                                                  | Jorge Wilstermann                                                     | brak danych             | brak danych             | brak danych           | José Luis Rodríguez    | Deportivo Municipal     |                       |
| 1966                | Bolívar (1)                                                           | brak                                                                  | 31 de Octubre                                                         | brak danych             | brak danych             | brak danych           | Dan Georgiadis         | Bolívar                 |                       |
| 1967                | Jorge Wilstermann (4)                                                 | brak                                                                  | Always Ready                                                          | Limbert Cabrera Rivero  | Jorge Wilstermann       | b.d.                  | Ángel Zubieta          | Jorge Wilstermann       |                       |
| 1968                | Bolívar (2)                                                           | brak                                                                  | Litoral                                                               | brak danych             | brak danych             | brak danych           | Dan Georgiadis (2)     | Bolívar                 |                       |
| 1969                | Universitario de La Paz (1)                                           | brak                                                                  | Bolívar                                                               | Juan Américo Díaz       | Mariscal Santa Cruz     | 23                    | Próspero Benítez       | Universitario de La Paz |                       |
| 1970                | Chaco Petrolero (1)                                                   | brak                                                                  | The Strongest                                                         | Adolfo Flores           | Chaco Petrolero         | 17                    | Arturo López           | Chaco Petrolero         |                       |
| 1971                | Oriente Petrolero (1)                                                 | brak                                                                  | Chaco Petrolero                                                       | Juan Américo Díaz (2)   | The Strongest           | 12                    | Eliseo Báez            | Oriente Petrolero       |                       |
| 1972                | Jorge Wilstermann (5)                                                 | brak                                                                  | Oriente Petrolero                                                     | Dedé                    | Oriente Petrolero       | 16                    | José Carlos Trigo      | Jorge Wilstermann       |                       |
| 1973                | Jorge Wilstermann (6)                                                 | brak                                                                  | Deportivo Municipal                                                   | brak danych             | brak danych             | brak danych           | José Carlos Trigo (2)  | Jorge Wilstermann       |                       |
| 1974                | The Strongest (2)                                                     | brak                                                                  | Jorge Wilstermann                                                     | brak danych             | brak danych             | brak danych           | Rolando Vargas         | The Strongest           |                       |
| 1975                | Guabirá (1)                                                           | brak                                                                  | Bolívar                                                               | brak danych             | brak danych             | brak danych           | Antonio González       | Guabirá                 |                       |
| 1976                | Bolívar (3)                                                           | brak                                                                  | Oriente Petrolero                                                     | Jesús Reynaldo          | Bolívar                 | 12                    | Edward Virba           | Bolívar                 |                       |
| 1977                | The Strongest (3)                                                     | 3–1                                                                   | Oriente Petrolero                                                     | Jesús Reynaldo (2)      | Bolívar                 | 28                    | Freddy Valda           | The Strongest           |                       |
| 1978                | Bolívar (4)                                                           | 1–0                                                                   | Jorge Wilstermann                                                     | Jesús Reynaldo (3)      | Bolívar                 | 39                    | Ramiro Blacutt         | Bolívar                 |                       |
| 1979                | Oriente Petrolero (2)                                                 | 0–2                                                                   | The Strongest                                                         | Horacio Baldessari      | Blooming                | 31                    | Antonio Valdez         | Oriente Petrolero       |                       |
| 1979                | Oriente Petrolero (2)                                                 | 2–0                                                                   | The Strongest                                                         | Horacio Baldessari      | Blooming                | 31                    | Antonio Valdez         | Oriente Petrolero       |                       |
| 1979                | Oriente Petrolero (2)                                                 | 2–1                                                                   | The Strongest                                                         | Horacio Baldessari      | Blooming                | 31                    | Antonio Valdez         | Oriente Petrolero       |                       |
| 1980                | Jorge Wilstermann (7)                                                 | brak                                                                  | The Strongest                                                         | Juan Carlos Sánchez     | Guabirá                 | 21                    | Raúl Pino              | Jorge Wilstermann       |                       |
| 1981                | Jorge Wilstermann (8)                                                 | brak                                                                  | The Strongest                                                         | Juan Carlos Sánchez (2) | Blooming                | 30                    | Carlos Sanabria        | Jorge Wilstermann       |                       |
| 1982                | Bolívar (5)                                                           | brak                                                                  | Blooming                                                              | Horacio Baldessari (2)  | Oriente Petrolero       | 25                    | Wilfredo Camacho       | Bolívar                 |                       |
| 1983                | Bolívar (6)                                                           | brak                                                                  | Blooming                                                              | Juan Carlos Sánchez (3) | Blooming                | 30                    | Ramiro Blacutt (2)     | Bolívar                 |                       |
| 1984                | Blooming (1)                                                          | brak                                                                  | Oriente Petrolero                                                     | Víctor Hugo Antelo      | Oriente Petrolero       | 38                    | Raúl Pino (2)          | Blooming                |                       |
| 1985                | Bolívar (7)                                                           | brak                                                                  | Jorge Wilstermann                                                     | Víctor Hugo Antelo (2)  | Oriente Petrolero       | 37                    | Moisés Barack          | Bolívar                 |                       |
| 1986                | The Strongest (4)                                                     | 3–0                                                                   | Oriente Petrolero                                                     | Jesús Reynaldo (4)      | The Strongest           | 36                    | Juan Farías            | The Strongest           |                       |
| 1986                | The Strongest (4)                                                     | 1–3                                                                   | Oriente Petrolero                                                     | Jesús Reynaldo (4)      | The Strongest           | 36                    | Juan Farías            | The Strongest           |                       |
| 1986                | The Strongest (4)                                                     | 3–0                                                                   | Oriente Petrolero                                                     | Jesús Reynaldo (4)      | The Strongest           | 36                    | Juan Farías            | The Strongest           |                       |
| 1987                | Bolívar (8)                                                           | 6–0                                                                   | Oriente Petrolero                                                     | Fernando Salinas        | Bolívar                 | 28                    | Jorge Habegger         | Bolívar                 |                       |
| 1987                | Bolívar (8)                                                           | 3–0                                                                   | Oriente Petrolero                                                     | Fernando Salinas        | Bolívar                 | 28                    | Jorge Habegger         | Bolívar                 |                       |
| 1987                | Bolívar (8)                                                           | 5–2                                                                   | Oriente Petrolero                                                     | Fernando Salinas        | Bolívar                 | 28                    | Jorge Habegger         | Bolívar                 |                       |
| 1988                | Bolívar (9)                                                           | 3–0                                                                   | The Strongest                                                         | Fernando Salinas (2)    | Bolívar                 | 17                    | Jorge Habegger (2)     | Bolívar                 |                       |
| 1989                | The Strongest (5)                                                     | 1–0                                                                   | Oriente Petrolero                                                     | Víctor Hugo Antelo (3)  | Real Santa Cruz         | 22                    | Moisés Barack (2)      | The Strongest           |                       |
| 1990                | Oriente Petrolero (3)                                                 | 1–4                                                                   | Bolívar                                                               | Juan Carlos Sánchez (4) | San José                | 20                    | Antonio de la Cerda    | Oriente Petrolero       |                       |
| 1990                | Oriente Petrolero (3)                                                 | 2–0                                                                   | Bolívar                                                               | Juan Carlos Sánchez (4) | San José                | 20                    | Antonio de la Cerda    | Oriente Petrolero       |                       |
| 1990                | Oriente Petrolero (3)                                                 | 1–1 (4–3 k)                                                           | Bolívar                                                               | Juan Carlos Sánchez (4) | San José                | 20                    | Antonio de la Cerda    | Oriente Petrolero       |                       |
| 1991                | Bolívar (10)                                                          | brak                                                                  | San José                                                              | Jorge Hirano            | Bolívar                 | 19                    | Moisés Barack (3)      | Bolívar                 |                       |
| 1991                | Bolívar (10)                                                          | brak                                                                  | San José                                                              | Jasson Rodriguez        | Chaco Petrolero         | 19                    | Moisés Barack (3)      | Bolívar                 |                       |
| 1991                | Bolívar (10)                                                          | brak                                                                  | San José                                                              | Carlos da Silva         | Oriente Petrolero       | 19                    | Moisés Barack (3)      | Bolívar                 |                       |
| 1992                | Bolívar (11)                                                          | 6–1                                                                   | San José                                                              | Álvaro Peña             | San José                | 32                    | Witalij Szewczenko     | Bolívar                 |                       |
| 1992                | Bolívar (11)                                                          | 3–1                                                                   | San José                                                              | Álvaro Peña             | San José                | 32                    | Witalij Szewczenko     | Bolívar                 |                       |
| 1993                | The Strongest (6)                                                     | brak                                                                  | Bolívar                                                               | Víctor Hugo Antelo (4)  | San José                | 20                    | Carlos Aragonés        | The Strongest           |                       |
| 1994                | Bolívar (12)                                                          | brak                                                                  | Jorge Wilstermann                                                     | Oscar González          | Independiente Petrolero | 23                    | Antonio López          | Bolívar                 |                       |
| 1995                | San José (1)                                                          | 1–1 (4–2 k)                                                           | Guabirá                                                               | Juan Berthy Suárez      | Guabirá                 | 29                    | Wálter Roque           | San José                |                       |
| 1996                | Bolívar (13)                                                          | 3–1                                                                   | Oriente Petrolero                                                     | Sérgio João             | Stormers                | 17                    | Jorge Habegger (3)     | Bolívar                 |                       |
| 1997                | Bolívar (14)                                                          | brak                                                                  | Oriente Petrolero                                                     | Víctor Hugo Antelo (5)  | Blooming                | 24                    | Luis Orozco            | Bolívar                 |                       |
| 1998                | Blooming (2)                                                          | 3–0                                                                   | Jorge Wilstermann                                                     | Víctor Hugo Antelo (6)  | Blooming                | 31                    | Carlos Aragonés (2)    | Blooming                |                       |
| 1998                | Blooming (2)                                                          | 1–0                                                                   | Jorge Wilstermann                                                     | Víctor Hugo Antelo (6)  | Blooming                | 31                    | Carlos Aragonés (2)    | Blooming                |                       |
| 1999                | Blooming (3)                                                          | 3–2                                                                   | The Strongest                                                         | Víctor Hugo Antelo (7)  | Blooming                | 31                    | Carlos Aragonés (3)    | Blooming                |                       |
| 1999                | Blooming (3)                                                          | 3–2                                                                   | The Strongest                                                         | Víctor Hugo Antelo (7)  | Blooming                | 31                    | Carlos Aragonés (3)    | Blooming                |                       |
| 2000                | Jorge Wilstermann (9)                                                 | 4–1                                                                   | Oriente Petrolero                                                     | Daniel Delfino          | The Strongest           | 28                    | Tito Montaño           | Jorge Wilstermann       |                       |
| 2000                | Jorge Wilstermann (9)                                                 | 0–4                                                                   | Oriente Petrolero                                                     | Daniel Delfino          | The Strongest           | 28                    | Tito Montaño           | Jorge Wilstermann       |                       |
| 2000                | Jorge Wilstermann (9)                                                 | 2–2 (4–3 k)                                                           | Oriente Petrolero                                                     | Daniel Delfino          | The Strongest           | 28                    | Tito Montaño           | Jorge Wilstermann       |                       |
| 2001                | Oriente Petrolero (4)                                                 | 1–4                                                                   | Bolívar                                                               | José Alfredo Castillo   | Oriente Petrolero       | 42                    | Víctor Hugo Antelo     | Oriente Petrolero       |                       |
| 2001                | Oriente Petrolero (4)                                                 | 4–3                                                                   | Bolívar                                                               | José Alfredo Castillo   | Oriente Petrolero       | 42                    | Víctor Hugo Antelo     | Oriente Petrolero       |                       |
| 2001                | Oriente Petrolero (4)                                                 | 2–0                                                                   | Bolívar                                                               | José Alfredo Castillo   | Oriente Petrolero       | 42                    | Víctor Hugo Antelo     | Oriente Petrolero       |                       |
| 2002                | Bolívar (15)                                                          | brak                                                                  | Oriente Petrolero                                                     | Joaquín Botero          | Bolívar                 | 49                    | Vladimir Soria         | Bolívar                 |                       |
| Apertura 2003       | The Strongest (7)                                                     | brak                                                                  | Bolívar                                                               | Thiago Leitão           | Jorge Wilstermann       | 19                    | Néstor Clausen         | The Strongest           |                       |
| Clausura 2003       | The Strongest (8)                                                     | brak                                                                  | Jorge Wilstermann                                                     | Miguel Mercado          | Bolívar                 | 18                    | Néstor Clausen (2)     | The Strongest           |                       |
| Apertura 2004       | Bolívar (16)                                                          | brak                                                                  | Aurora                                                                | Martín Menacho          | Real Potosí             | 15                    | Vladimir Soria (2)     | Bolívar                 |                       |
| Clausura 2004       | The Strongest (9)                                                     | 1–3                                                                   | Oriente Petrolero                                                     | Pablo Escobar           | San José                | 17                    | Luis Galarza           | The Strongest           |                       |
| Clausura 2004       | The Strongest (9)                                                     | 2–1                                                                   | Oriente Petrolero                                                     | Pablo Escobar           | San José                | 17                    | Luis Galarza           | The Strongest           |                       |
| Clausura 2004       | The Strongest (9)                                                     | 1–1 (4–3 k)                                                           | Oriente Petrolero                                                     | Pablo Escobar           | San José                | 17                    | Luis Galarza           | The Strongest           |                       |
| Adecuación 2005     | Bolívar (17)                                                          | brak                                                                  | The Strongest                                                         | Rubén Darío Aguilera    | San José                | 22                    | Abdúl Aramayo          | Bolívar                 |                       |
| Apertura 2005       | Blooming (4)                                                          | brak                                                                  | Bolívar                                                               | Juan Matías Fischer     | Bolívar                 | 16                    | Gustavo Quinteros      | Blooming                |                       |
| Clausura 2006       | Bolívar (18)                                                          | brak                                                                  | Real Potosí                                                           | Alfredo Jara            | Real Potosí             | 16                    | Carlos Aragonés (4)    | Bolívar                 |                       |
| Segundo Torneo 2006 | Jorge Wilstermann (10)                                                | brak                                                                  | Real Potosí                                                           | Alfredo Jara (2)        | Real Potosí             | 19                    | Mauricio Soria         | Jorge Wilstermann       |                       |
| Apertura 2007       | Real Potosí (1)                                                       | brak                                                                  | Bolívar                                                               | Diego Cabrera           | Aurora                  | 14                    | Mauricio Soria (2)     | Real Potosí             |                       |
| Clausura 2007       | San José (2)                                                          | 2–2                                                                   | La Paz                                                                | Juan Maraude            | Real Mamoré             | 16                    | Marcos Ferrufino       | San José                |                       |
| Clausura 2007       | San José (2)                                                          | 1–0                                                                   | La Paz                                                                | Juan Maraude            | Real Mamoré             | 16                    | Marcos Ferrufino       | San José                |                       |
| Apertura 2008       | Universitario Sucre (1)                                               | brak                                                                  | La Paz                                                                | Anderson Gonzaga        | Blooming                | 17                    | Eduardo Villegas       | Universitario Sucre     |                       |
| Clausura 2008       | Aurora (2)                                                            | 0–2                                                                   | Blooming                                                              | Luis Sillero            | Real Potosí             | 17                    | Julio César Baldivieso | Aurora                  |                       |
| Clausura 2008       | Aurora (2)                                                            | 3–0                                                                   | Blooming                                                              | Luis Sillero            | Real Potosí             | 17                    | Julio César Baldivieso | Aurora                  |                       |
| Clausura 2008       | Aurora (2)                                                            | 2–2 (4–3 k)                                                           | Blooming                                                              | Luis Sillero            | Real Potosí             | 17                    | Julio César Baldivieso | Aurora                  |                       |
| Apertura 2009       | Bolívar (19)                                                          | brak                                                                  | Real Potosí                                                           | William Ferreira        | Bolívar                 | 16                    | Gustavo Quinteros (2)  | Bolívar                 |                       |
| Clausura 2009       | Blooming (5)                                                          | 1–0                                                                   | Bolívar                                                               | Cristian Omar Díaz      | San José                | 9                     | Víctor Hugo Andrada    | Blooming                |                       |
| Clausura 2009       | Blooming (5)                                                          | 1–1                                                                   | Bolívar                                                               | William Ferreira (2)    | Bolívar                 | 9                     | Víctor Hugo Andrada    | Blooming                |                       |
| Clausura 2009       | Blooming (5)                                                          | 1–1                                                                   | Bolívar                                                               | Pablo Vázquez           | The Strongest           | 9                     | Víctor Hugo Andrada    | Blooming                |                       |
| Apertura 2010       | Jorge Wilstermann (11)                                                | brak                                                                  | Oriente Petrolero                                                     | Cristian Omar Díaz (2)  | San José                | 16                    | Eduardo Villegas (2)   | Jorge Wilstermann       |                       |
| Clausura 2010       | Oriente Petrolero (5)                                                 | brak                                                                  | Bolívar                                                               | William Ferreira (3)    | Bolívar                 | 14                    | Gustavo Quinteros (3)  | Oriente Petrolero       |                       |
| Adecuación 2011     | Bolívar (20)                                                          | brak                                                                  | Real Potosí                                                           | Juan Maraude (2)        | Real Mamoré             | 19                    | Ángel Guillermo Hoyos  | Bolívar                 |                       |
| Apertura 2011       | The Strongest (10)                                                    | 2–0                                                                   | Universitario Sucre                                                   | William Ferreira (4)    | Bolívar                 | 16                    | Mauricio Soria (3)     | The Strongest           |                       |
| Apertura 2011       | The Strongest (10)                                                    | 1–1                                                                   | Universitario Sucre                                                   | William Ferreira (4)    | Bolívar                 | 16                    | Mauricio Soria (3)     | The Strongest           |                       |
| Clausura 2012       | The Strongest (11)                                                    | brak                                                                  | San José                                                              | Carlos Saucedo          | San José                | 17                    | Eduardo Villegas (3)   | The Strongest           |                       |
| Apertura 2012       | The Strongest (12)                                                    | brak                                                                  | San José                                                              | Carlos Saucedo (2)      | San José                | 23                    | Eduardo Villegas (4)   | The Strongest           |                       |
| Clausura 2013       | Bolívar (21)                                                          | brak                                                                  | Oriente Petrolero                                                     | William Ferreira (5)    | Bolívar                 | 17                    | Miguel Ángel Portugal  | Bolívar                 |                       |
| Clausura 2013       | Bolívar (21)                                                          | brak                                                                  | Oriente Petrolero                                                     | Eduardo Fierro          | Universitario Sucre     | 17                    | Miguel Ángel Portugal  | Bolívar                 |                       |
| Apertura 2013       | The Strongest (13)                                                    | brak                                                                  | Bolívar                                                               | Marcelo Gomes           | San José                | 16                    | Eduardo Villegas (5)   | The Strongest           |                       |
| Apertura 2013       | The Strongest (13)                                                    | brak                                                                  | Bolívar                                                               | Carlos Saucedo (3)      | San José                | 16                    | Eduardo Villegas (5)   | The Strongest           |                       |
| Clausura 2014       | Universitario Sucre (2)                                               | brak                                                                  | San José                                                              | Carlos Neumann          | San José                | 18                    | Javier Vega            | Universitario Sucre     |                       |
| Apertura 2014       | Bolívar (22)                                                          | brak                                                                  | Oriente Petrolero                                                     | Juanmi Callejón         | Bolívar                 | 15                    | Xabier Azkargorta      | Bolívar                 |                       |
| Clausura 2015       | Bolívar (23)                                                          | brak                                                                  | The Strongest                                                         | Martín Palavicini       | Universitario Sucre     | 13                    | Xabier Azkargorta (2)  | Bolívar                 |                       |
| Apertura 2015       | Sport Boys Warnes (1)                                                 | brak                                                                  | Bolívar                                                               | Martín Palavicini (2)   | Universitario Sucre     | 19                    | Carlos Leeb            | Sport Boys Warnes       |                       |
| Clausura 2016       | Jorge Wilstermann (12)                                                | brak                                                                  | The Strongest                                                         | Juan Vogliotti          | Ciclón                  | 12                    | Julio Zamora           | Jorge Wilstermann       |                       |
| Apertura 2016       | The Strongest (14)                                                    | 2–1                                                                   | Bolívar                                                               | Juanmi Callejón (2)     | Bolívar                 | 15                    | César Farías           | The Strongest           |                       |
| Apertura 2017       | Bolívar (24)                                                          | brak                                                                  | The Strongest                                                         | Carlos Saucedo (4)      | Guabirá                 | 17                    | Beñat San José         | Bolívar                 |                       |
| Clausura 2017       | Bolívar (25)                                                          | brak                                                                  | The Strongest                                                         | Gilbert Álvarez         | Jorge Wilstermann       | 16                    | Beñat San José (2)     | Bolívar                 |                       |
| Apertura 2018       | Jorge Wilstermann (13)                                                | 1–2                                                                   | The Strongest                                                         | Carlos Saucedo (5)      | San José                | 18                    | Álvaro Peña            | Jorge Wilstermann       |                       |
| Apertura 2018       | Jorge Wilstermann (13)                                                | 2–1                                                                   | The Strongest                                                         | Carlos Saucedo (5)      | San José                | 18                    | Álvaro Peña            | Jorge Wilstermann       |                       |
| Apertura 2018       | Jorge Wilstermann (13)                                                | 2–2 (3–2 k)                                                           | The Strongest                                                         | Carlos Saucedo (5)      | San José                | 18                    | Álvaro Peña            | Jorge Wilstermann       |                       |
| Clausura 2018       | San José (3)                                                          | brak                                                                  | The Strongest                                                         | Rolando Blackburn       | The Strongest           | 20                    | Eduardo Villegas (6)   | San José                |                       |
| Clausura 2018       | San José (3)                                                          | brak                                                                  | The Strongest                                                         | Jair Reinoso            | San José                | 20                    | Eduardo Villegas (6)   | San José                |                       |
| Clausura 2018       | San José (3)                                                          | brak                                                                  | The Strongest                                                         | Marcos Riquelme         | Bolívar                 | 20                    | Eduardo Villegas (6)   | San José                |                       |
| Apertura 2019       | Bolívar (26)                                                          | brak                                                                  | The Strongest                                                         | Carlos Saucedo (6)      | San José                | 23                    | César Vigevani         | Bolívar                 |                       |
| Clausura 2019       | Jorge Wilstermann (14)                                                | brak                                                                  | The Strongest                                                         | Juanmi Callejón (3)     | Bolívar                 | 19                    | Cristian Díaz          | Jorge Wilstermann       |                       |
| Clausura 2019       | Jorge Wilstermann (14)                                                | brak                                                                  | The Strongest                                                         | Jair Reinoso (2)        | The Strongest           | 19                    | Cristian Díaz          | Jorge Wilstermann       |                       |
| Apertura 2020       | Always Ready (1)                                                      | brak                                                                  | The Strongest                                                         | Marcos Riquelme (2)     | Bolívar                 | 20                    | Omar Asad              | Always Ready            |                       |
| Clausura 2020       | nierozegrane ze względu na pandemię COVID-19                          | nierozegrane ze względu na pandemię COVID-19                          | nierozegrane ze względu na pandemię COVID-19                          |                         |                         |                       |                        |                         |                       |
| 2021                | Independiente Petrolero (1)                                           | brak                                                                  | Always Ready                                                          | Martín Prost            | Independiente Petrolero | 18                    | Marcelo Robledo        | Independiente Petrolero |                       |
| Apertura 2022       | Bolívar (27)                                                          | brak                                                                  | The Strongest                                                         | Francisco da Costa      | Bolívar                 | 10                    | Antônio Carlos Zago    | Bolívar                 |                       |
| Clausura 2022       | przerwane ze względu na protesty społeczne w departamencie Santa Cruz | przerwane ze względu na protesty społeczne w departamencie Santa Cruz | przerwane ze względu na protesty społeczne w departamencie Santa Cruz |                         |                         |                       |                        |                         |                       |
| 2023                | The Strongest (15)                                                    | brak                                                                  | Bolívar                                                               | Dorny Romero            | Always Ready            | 25                    | Pablo Cabanillas       | The Strongest           |                       |
| 2024                | Bolívar (28)                                                          | 2–0                                                                   | San Antonio Bulo Bulo                                                 | Juan Godoy              | Independiente Petrolero | 22                    | Flavio Robatto         | Bolívar                 |                       |
| 2024                | Bolívar (28)                                                          | 2–0                                                                   | San Antonio Bulo Bulo                                                 | Daniel Passira          | San Antonio Bulo Bulo   | 22                    | Flavio Robatto         | Bolívar                 |                       |

- pd – po dogrywce
- k – seria rzutów karnych

W kolumnie „mistrz” w nawiasie podano, który w swojej historii tytuł mistrzowski zdobył dany klub.

W kolumnie „zawodnik” w nawiasie podano, który w swojej karierze tytuł króla strzelców zdobył piłkarz.

W kolumnie „trener” w nawiasie podano, który w swojej karierze tytuł mistrza zdobył trener.

## Klasyfikacja medalowa
| #   | Klub                    | Tytuły | Tytuły |                    | Tytuły (lata)      | Tytuły (lata)      | Tytuły (lata)      | Tytuły (lata)      | Tytuły (lata)      | Tytuły (lata)      | Tytuły (lata)      | Tytuły (lata)      | Tytuły (lata)      | Tytuły (lata)          | Tytuły (lata)          | Tytuły (lata)          | Tytuły (lata)          | Tytuły (lata)          | Tytuły (lata)          | Tytuły (lata)          | Tytuły (lata)          | Tytuły (lata)          | Tytuły (lata)          | Tytuły (lata) |
| #   | Klub                    |        |        | Mistrzostwa (lata) | Mistrzostwa (lata) | Mistrzostwa (lata) | Mistrzostwa (lata) | Mistrzostwa (lata) | Mistrzostwa (lata) | Mistrzostwa (lata) | Mistrzostwa (lata) | Mistrzostwa (lata) | Mistrzostwa (lata) | Wicemistrzostwa (lata) | Wicemistrzostwa (lata) | Wicemistrzostwa (lata) | Wicemistrzostwa (lata) | Wicemistrzostwa (lata) | Wicemistrzostwa (lata) | Wicemistrzostwa (lata) | Wicemistrzostwa (lata) | Wicemistrzostwa (lata) | Wicemistrzostwa (lata) |               |
| --- | ----------------------- | ------ | ------ | ------------------ | ------------------ | ------------------ | ------------------ | ------------------ | ------------------ | ------------------ | ------------------ | ------------------ | ------------------ | ---------------------- | ---------------------- | ---------------------- | ---------------------- | ---------------------- | ---------------------- | ---------------------- | ---------------------- | ---------------------- | ---------------------- | ------------- |
| 1.  | Bolívar                 | 28     | 14     | 1966               | 1968               | 1976               | 1978               | 1982               | 1983               | 1985               | 1987               | 1988               | 1991               | 1969                   | 1975                   | 1990                   | 1993                   | 2001                   | A2003                  | A2005                  | A2007                  | C2009                  | C2010                  |               |
| 1.  | Bolívar                 | 28     | 14     | 1992               | 1994               | 1996               | 1997               | 2002               | A2004              | A2005              | C2006              | A2009              | A2011              | A2013                  | A2015                  | A2016                  | 2023                   |                        |                        |                        |                        |                        |                        |               |
| 1.  | Bolívar                 | 28     | 14     | C2013              | A2014              | C2015              | A2017              | C2017              | A2019              | A2022              | 2024               |                    |                    |                        |                        |                        |                        |                        |                        |                        |                        |                        |                        |               |
|     |                         |        |        |                    |                    |                    |                    |                    |                    |                    |                    |                    |                    |                        |                        |                        |                        |                        |                        |                        |                        |                        |                        |               |
| 2.  | The Strongest           | 15     | 17     | 1964               | 1974               | 1977               | 1986               | 1989               | 1993               | A2003              | C2003              | C2004              | A2011              | 1970                   | 1979                   | 1980                   | 1981                   | 1988                   | 1999                   | A2005                  | C2015                  | C2016                  | A2017                  |               |
| 2.  | The Strongest           | 15     | 17     | C2012              | A2012              | A2013              | A2016              | 2023               |                    |                    |                    |                    |                    | C2017                  | A2018                  | C2018                  | A2019                  | C2019                  | A2020                  | A2022                  |                        |                        |                        |               |
|     |                         |        |        |                    |                    |                    |                    |                    |                    |                    |                    |                    |                    |                        |                        |                        |                        |                        |                        |                        |                        |                        |                        |               |
| 3.  | Jorge Wilstermann       | 14     | 8      | 1958               | 1959               | 1960               | 1967               | 1972               | 1973               | 1980               | 1981               | 2000               | S2006              | 1963                   | 1965                   | 1974                   | 1978                   | 1985                   | 1994                   | 1998                   | C2003                  |                        |                        |               |
| 3.  | Jorge Wilstermann       | 14     | 8      | A2010              | C2016              | A2018              | C2019              |                    |                    |                    |                    |                    |                    |                        |                        |                        |                        |                        |                        |                        |                        |                        |                        |               |
|     |                         |        |        |                    |                    |                    |                    |                    |                    |                    |                    |                    |                    |                        |                        |                        |                        |                        |                        |                        |                        |                        |                        |               |
| 4.  | Oriente Petrolero       | 5      | 15     | 1980               | 1979               | 1990               | 2001               | C2010              |                    |                    |                    |                    |                    | 1972                   | 1976                   | 1977                   | 1984                   | 1986                   | 1987                   | 1989                   | 1996                   | 1997                   | 2000                   |               |
| 4.  | Oriente Petrolero       | 5      | 15     |                    |                    |                    |                    |                    |                    |                    |                    |                    |                    | 2002                   | C2004                  | A2010                  | C2013                  | A2014                  |                        |                        |                        |                        |                        |               |
|     |                         |        |        |                    |                    |                    |                    |                    |                    |                    |                    |                    |                    |                        |                        |                        |                        |                        |                        |                        |                        |                        |                        |               |
| 5.  | Blooming                | 5      | 3      | 1984               | 1998               | 1999               | A2005              | C2009              |                    |                    |                    |                    |                    | 1982                   | 1983                   | C2008                  |                        |                        |                        |                        |                        |                        |                        |               |
|     |                         |        |        |                    |                    |                    |                    |                    |                    |                    |                    |                    |                    |                        |                        |                        |                        |                        |                        |                        |                        |                        |                        |               |
| 6.  | San José                | 3      | 5      | 1995               | A2007              | C2018              |                    |                    |                    |                    |                    |                    |                    | 1991                   | 1992                   | C2012                  | A2012                  | C2014                  |                        |                        |                        |                        |                        |               |
|     |                         |        |        |                    |                    |                    |                    |                    |                    |                    |                    |                    |                    |                        |                        |                        |                        |                        |                        |                        |                        |                        |                        |               |
| 7.  | Aurora                  | 2      | 4      | 1963               | C2008              |                    |                    |                    |                    |                    |                    |                    |                    | 1960                   | 1961                   | 1964                   | A2004                  |                        |                        |                        |                        |                        |                        |               |
|     |                         |        |        |                    |                    |                    |                    |                    |                    |                    |                    |                    |                    |                        |                        |                        |                        |                        |                        |                        |                        |                        |                        |               |
| 8.  | Deportivo Municipal     | 2      | 2      | 1961               | 1965               |                    |                    |                    |                    |                    |                    |                    |                    | 1958                   | 1973                   |                        |                        |                        |                        |                        |                        |                        |                        |               |
|     |                         |        |        |                    |                    |                    |                    |                    |                    |                    |                    |                    |                    |                        |                        |                        |                        |                        |                        |                        |                        |                        |                        |               |
| 9.  | Universitario Sucre     | 2      | 1      | A2008              | C2014              |                    |                    |                    |                    |                    |                    |                    |                    | A2011                  |                        |                        |                        |                        |                        |                        |                        |                        |                        |               |
|     |                         |        |        |                    |                    |                    |                    |                    |                    |                    |                    |                    |                    |                        |                        |                        |                        |                        |                        |                        |                        |                        |                        |               |
| 10. | Real Potosí             | 1      | 4      | A2007              |                    |                    |                    |                    |                    |                    |                    |                    |                    | C2006                  | S2006                  | A2009                  | A2011                  |                        |                        |                        |                        |                        |                        |               |
|     |                         |        |        |                    |                    |                    |                    |                    |                    |                    |                    |                    |                    |                        |                        |                        |                        |                        |                        |                        |                        |                        |                        |               |
| 11. | Always Ready            | 1      | 3      | A2020              |                    |                    |                    |                    |                    |                    |                    |                    |                    | 1959                   | 1967                   | 2021                   |                        |                        |                        |                        |                        |                        |                        |               |
|     |                         |        |        |                    |                    |                    |                    |                    |                    |                    |                    |                    |                    |                        |                        |                        |                        |                        |                        |                        |                        |                        |                        |               |
| 12. | Chaco Petrolero         | 1      | 1      | 1970               |                    |                    |                    |                    |                    |                    |                    |                    |                    | 1971                   |                        |                        |                        |                        |                        |                        |                        |                        |                        |               |
| 12. |                         |        |        |                    |                    |                    |                    |                    |                    |                    |                    |                    |                    |                        |                        |                        |                        |                        |                        |                        |                        |                        |                        |               |
| 12. | Guabirá                 | 1      | 1      | 1975               |                    |                    |                    |                    |                    |                    |                    |                    |                    | 1995                   |                        |                        |                        |                        |                        |                        |                        |                        |                        |               |
|     |                         |        |        |                    |                    |                    |                    |                    |                    |                    |                    |                    |                    |                        |                        |                        |                        |                        |                        |                        |                        |                        |                        |               |
| 14. | Universitario La Paz    | 1      | 0      | 1969               |                    |                    |                    |                    |                    |                    |                    |                    |                    |                        |                        |                        |                        |                        |                        |                        |                        |                        |                        |               |
| 14. |                         |        |        |                    |                    |                    |                    |                    |                    |                    |                    |                    |                    |                        |                        |                        |                        |                        |                        |                        |                        |                        |                        |               |
| 14. | Sport Boys Warnes       | 1      | 0      | A2015              |                    |                    |                    |                    |                    |                    |                    |                    |                    |                        |                        |                        |                        |                        |                        |                        |                        |                        |                        |               |
| 14. |                         |        |        |                    |                    |                    |                    |                    |                    |                    |                    |                    |                    |                        |                        |                        |                        |                        |                        |                        |                        |                        |                        |               |
| 14. | Independiente Petrolero | 1      | 0      | 2021               |                    |                    |                    |                    |                    |                    |                    |                    |                    |                        |                        |                        |                        |                        |                        |                        |                        |                        |                        |               |
|     |                         |        |        |                    |                    |                    |                    |                    |                    |                    |                    |                    |                    |                        |                        |                        |                        |                        |                        |                        |                        |                        |                        |               |
| 17. | La Paz                  | 0      | 2      |                    |                    |                    |                    |                    |                    |                    |                    |                    |                    | C2007                  | A2008                  |                        |                        |                        |                        |                        |                        |                        |                        |               |
|     |                         |        |        |                    |                    |                    |                    |                    |                    |                    |                    |                    |                    |                        |                        |                        |                        |                        |                        |                        |                        |                        |                        |               |
| 18. | 31 de Octubre           | 0      | 1      |                    |                    |                    |                    |                    |                    |                    |                    |                    |                    | 1966                   |                        |                        |                        |                        |                        |                        |                        |                        |                        |               |
| 18. |                         |        |        |                    |                    |                    |                    |                    |                    |                    |                    |                    |                    |                        |                        |                        |                        |                        |                        |                        |                        |                        |                        |               |
| 18. | Litoral                 | 0      | 1      |                    |                    |                    |                    |                    |                    |                    |                    |                    |                    | 1968                   |                        |                        |                        |                        |                        |                        |                        |                        |                        |               |
| 18. |                         |        |        |                    |                    |                    |                    |                    |                    |                    |                    |                    |                    |                        |                        |                        |                        |                        |                        |                        |                        |                        |                        |               |
| 18. | San Antonio Bulo Bulo   | 0      | 1      |                    |                    |                    |                    |                    |                    |                    |                    |                    |                    | 2024                   |                        |                        |                        |                        |                        |                        |                        |                        |                        |               |

Pogrubioną czcionką zaznaczono kluby, które aktualnie występują w lidze.